# Lithobius vizicae
Lithobius vizicae är en mångfotingart som först beskrevs av Ribarov 1987.  Lithobius vizicae ingår i släktet Lithobius och familjen stenkrypare.
Artens utbredningsområde är:
- Bulgarien.
- Grekland.

Inga underarter finns listade i Catalogue of Life.